# Francesco Mattioli (sociologo)
Francesco Mattioli (Viterbo, 1947) è un sociologo italiano.

## Biografia
Viterbese, già professore ordinario di sociologia presso l'Università La Sapienza di Roma, è il fondatore della sociologia visuale italiana, un'area di ricerca che utilizza le immagini come strumento e supporto per l'analisi sociale. È stato titolare della prima Cattedra di Sociologia Visuale in Italia, presso l'allora Facoltà di Comunicazione dell'Università di Roma "La Sapienza", ma ha insegnato anche sociologia dei processi culturali e analisi visuale degli spazi urbani presso il Corso Interdipartimentale di Design e Comunicazione visiva dello stesso Ateneo. Dal 2006 approfondisce gli studi relativi all'identità urbana, adottando specifiche tecniche d'indagine della sociologia visuale, come la foto-stimolo
Altri ambiti di ricerca in cui ha offerto contributi particolarmente originali riguardano la sociometria, cioè le tecniche di misurazione delle dinamiche di gruppo (leadership, relazioni interpersonali, conflitti); la social network analysis, in particolare le posizioni di potere nelle reti sociali;  la sociologia della famiglia;  il lavoro minorile; e soprattutto la società del rischio e la sicurezza urbana, approfondendo il concetto di rischio globale e i temi della prevenzione. Sulle relazioni interpersonali vanno ricordati due saggi: ‘'A che punto siamo arrivati! Viaggio nell'imbarazzante mondo del rispetto (Ed. Paoline, 2012), e ‘’ Conversazioni sociologiche per tennisti seriali’’ (Aracne Editore, 2019) in cui descrive i rapporti fra le persone adottando la metafora della partita a tennis. Sul rischio e la sicurezza urbana, è utile ricordare i saggi La società del rischio globale (Ed. Bonanno, 2006) e Società del rischio e sicurezza urbana (Ed. Bonanno, 2016). Del 2021, ispirata dalla pandemia da Covid-19,  è la conversazione  I rischi della precauzione. Breve conversazione su rischio, prevenzione e precauzione ai tempi dell'incertocene (Aracne Editore), mentre del 2022 è il libro Domani è sempre un altro giorno. Conversazione su logiche, rischi e ineluttabilità del cambiamento (La Bussola) e del 2023 il breve saggio intitolato Contro (La Bussola), che rilegge in chiave costruttiva la scelta di mantenere costante un atteggiamento critico verso i processi sociali e storici dell'Umanità.
Particolare attenzione merita il suo La verità, che cosa è la verità? Conversazione prudente su scienza e miracoli al tempo della società dell'incertezza (Tipheret, 2023), dove a partire dalla fisica quantistica e da una rilettura "prometeica" dell'Essere Umano l'Autore si chiede se in accordo con una "Singolarità Incausata" i miracoli non siano che un altro modo di vedere le cose del mondo, un mondo che ha senso solo se c'é l'Uomo ad attribuirglielo.
È anche un esperto di sindonologia. Su questo argomento, si può ricordare il suo romanzo-inchiesta L'Altra Sindone, (A&B Editore, 2005), in cui l'Autore verifica la possibilità che la Sindone sia un falso medievale, giungendo a conclusioni differenti che ne attesterebbero invece l'autenticità. Più recentemente si è occupato di sociologia delle scienza applicata alle scienze bibliche, sottolineando nel suo Il corpo del Cristo. Gesù, Vangeli, Sindone: un approccio di sociologia della scienza (Ed. Libreriauniversitaria.it, 2016) la diretta dipendenza di talune interpretazioni dei testi neotestamentari, in specie nel mondo anglosassone,  da opzioni meramente ideologiche di parte.
Allievo di Gianni Statera, Franco Ferrarotti e Franco Leonardi, ha sostenuto in varie sedi la necessità che la sociologia si configuri come scienza empirica teoricamente orientata e dotata di una rigorosa metodologia di ricerca: senza il supporto della ricerca sul campo, la sociologia diventerebbe una mera riflessione filosofica, e molto spesso ideologica, piuttosto che una scienza della società (si veda il suo manuale di sociologia, La comunicazione sociologica, Aracne, 2013).
Tra il 1993 e il 1997 è stato assessore alla cultura e al turismo per la Provincia di Viterbo: a lui si devono, fra l'altro, l'istituzione del Phersu d'Argento, concorso per compagnie teatrali dilettanti, degli Itinerari Farnesiani, percorsi tematici su rocche, palazzi e castelli dei Farnese nella Tuscia, e soprattutto la progettazione del Parco storico archeologico e ambientale della Tuscia che non ebbe seguito per una serie di ostacoli politici.
Negli anni '70 e '80 è stato molto vicino al Sodalizio dei Facchini di Santa Rosa (i portatori dell'omonima Macchina), con cui ha collaborato in varie forme - ricerca scientifica, organizzazione, informazione, documentari - offrendo tra l'altro il titolo all'inno del Sodalizio, Quella sera del Tre. Ha pubblicato una guida di Viterbo, intitolata Dentro Viterbo (Bonanno Editore, 2009), un romanzo tra fantasy, religione e spionaggio dal titolo Il primo evangelista (Bonanno Editore, 2014) e alcune suggestive ricostruzioni di episodi della storia viterbese di epoca medievale: Storie ferentesi vere e inventate (Aracne Editore, 2020) e "Méritalo, e se vuoi quella montagna si sposterà" (La Bussola, 2023).